# Shirianá
Xirianá (Chiriana, Chirianá, Shiriana, Yanam, Ninam, Xirixana, Jawaperi, Krixana, Casapare), zajedničko ime za više lokalnih skupina američkih Indijanaca porodice Chirianan naseljenih u južnoj Venezueli u državi Bolivar na rijekama Caroni i Paragua, i brazilskoj državi Roraima uz gornju Uraricáa, Mucajai i Paragua. 
Porodica Chirianan, danas poglavito nazivana yanomami, dobila je ime po Chirianá Indijancima. Sami sebe nazivaju Ninam ili Yanam.  Govore dva srodna dijalekta, južni ili shirishana, i sjeverni ili Shiriana.
Prakticiraju ritualnu izolaciju  nečistih'  djevojaka,  ritual naxi. Populacija iznosi 466 u Brazilu (1976 UFM), od čega 236 Shirishana i 230 Shiriana. Populacija u Venezueli 100.